# Aáry-Tamás Lajos
Aáry-Tamás Lajos (Marosvásárhely, 1967. június 22. –) magyar jogász, egyetemi oktató, az oktatási jogok biztosa.

## Pályafutása

### Tanulmányai
Általános és középfokú tanulmányait szülővárosában, Marosvásárhelyen végezte, az Alexandru Papiu Ilarian líceumban. 1990-ben nyert felvételt az Eötvös Loránd Tudományegyetem Állam- és Jogtudományi Karára, ahol jogot és politológiát tanult. 1990-ben alapítóként vett részt az első Bálványosi Nyári Szabadegyetemen. 1991-től a Bibó István Szakkollégium tagja, 1993-tól a diákválasztmány elnöke. 1995-ben Pro Juventute Facultatis díjban részesítették.

### Szakmai karrierje
1991-től a Pro Minoritate című kisebbségi lap szerkesztője.
1996-tól, az egyetem elvégzése után Kaltenbach Jenő, nemzeti és etnikai kisebbségi jogok biztosa felkérésére az ombudsman munkatársa.

#### Oktatási jogok biztosa
Az oktatási jogok biztosa egyedülálló jogintézmény a magyar és az európai uniós közjogban, amely 1999 óta ágazati ombudsmanként az oktatás területén járul hozzá a jogvédelmi rendszer sikeréhez. Az Oktatási Jogok Biztosának Hivatala a mindenkori oktatási minisztériumon belül működik speciális státussal, feladata az oktatási szereplők oktatással kapcsolatos jogainak védelme. Az oktatási jogok biztosa évente átlagosan 1800 állampolgár ügyét kezeli.
Az oktatási jogok biztosaként a jogvédelmi feladat ellátása mellett több kutatást kezdeményezett, illetve szakmai támogatást nyújtott lebonyolításukhoz:
- Diákjog és pedagógusjogok az iskolában, 2001.
- Szülők jogainak érvényesülése a közoktatásban, 2002.
- Hátrányos helyzetűek az oktatásban, 2003.
- Fogyatékossággal élők a felsőoktatásban, 2005.
- Iskolai veszélyek, 2009.

Az Eötvös Loránd Tudományegyetem kutatóival közösen végzett „Iskolai veszélyek” címen publikált vizsgálat nyomán a magyar EU-elnökség idején az európai oktatási miniszterek találkozójának egyik önálló napirendi pontja – az oktatási jogok biztosának kezdeményezésére – az iskolai erőszak kérdésköre volt.
Hivatalból indított vizsgálataival olyan helyzetekre hívja fel a figyelmet, amelyekben valamely jogszabály vagy egy intézmény valamely döntése vagy mulasztása súlyos vagy éppen az állampolgárok nagyobb csoportját érintő jogsérelmet okoz, vagy ennek közvetlen veszélyét idézi elő. A teljesség igénye nélkül ilyen volt a 2014-es gólyatábori erőszakkal összefüggésben indított vizsgálat, vagy a diabéteszes gyermekek óvodai és iskolai ellátásának vizsgálata.

#### Oktatói tevékenység
2005-től az Eötvös Loránd Tudományegyetem Társadalomtudományi Karának, majd a Pedagógiai és Pszichológiai Karának oktatója, 2012-től az Eötvös Loránd Tudományegyetem címzetes egyetemi docense. A Pécsi Tudományegyetem és a Budapesti Műszaki és Gazdaságtudományi Egyetem oktatója. 2014 óta oktat a Sapientia Erdélyi Magyar Tudományegyetemen és a kolozsvári Protestáns Teológián.

## Magánélete
Nős, felesége ügyvéd. Négy gyermek, Zsombor, Zsófia, Orsolya és Panna édesapja.
Elkötelezett a jó célok támogatásában, szabadidejében a Református Szeretetszolgálat önkéntese. Aktívan részt vesz a Bibó István Szakkollégium közösségi és szakmai életében, a Szakkollégium coaching programjának alapítója.